# Лёффц, Людвиг фон
Людвиг фон Лёффц (нем. Ludwig von Löfftz; 21 июня 1845[…], Дармштадт — 3 декабря 1910, Мюнхен) — немецкий художник и график.

## Биография
Людвиг Лёффц юношей с 1862 года изучает ремесло обойщика и в течение последующих шести лет занимается этой профессией. Затем изучает живопись в местной художественной школе, в 1870 году продолжает учёбу в Академии изящных искусств Нюрнберга, а с 1871 — в Художественной академии в Мюнхене. Здесь его преподавателем был мастер живописи Вильгельм Диц, сумевший развить дарование Людвига. Уже в 1873 году одна из жанровых картин Л.Лёффца, «Прогулка», была представлена публике на Всемирной выставке в Вене. В 1874 году Лёффц назначается помощником преподавателя Академии, позднее ему присваивается звание профессора живописи. После того, как В.Диц оставляет преподавательскую деятельность, Л.Лёффц принимает вместо него руководство классом рисунка. Среди его учеников следует назвать таких художников, как Ловис Коринт, Николаус Дэвис, Анджело Янк, Спиридон Викатос,  Людек Марольд, Пауль Рит, Ганс Ольде, Джон Твахтман, Чарльз Ульрих, Эрнст Опплер, Георгиос Яковидис, Полихронис Лембесис, Вальтер Фирле, Роберт Келер.
Работы художника отличались чистотой и чёткостью рисунка, мастерским отражением игры света и тени, чувством глубокого сопереживания изображаемым событиям. Созданной им в 1883 году картине «Пьета» была присуждена золотая медаль на международной мюнхенской художественной выставке (ныне - в мюнхенском музее Новая пинакотека). Свои произведения Л.Лёффц создавал в стиле, близком к произведения немецких и нидерландских живописцев XVI—XVII веков.
Среди наиболее известных его работ следует отметить такие:
- «Кардинал, играющий на органе» (1876)
- «Скаредность и любовь» (1879)
- «Эразм и его школа»
- «Старушка»
- «Эвридика» (1898)

## Галерея

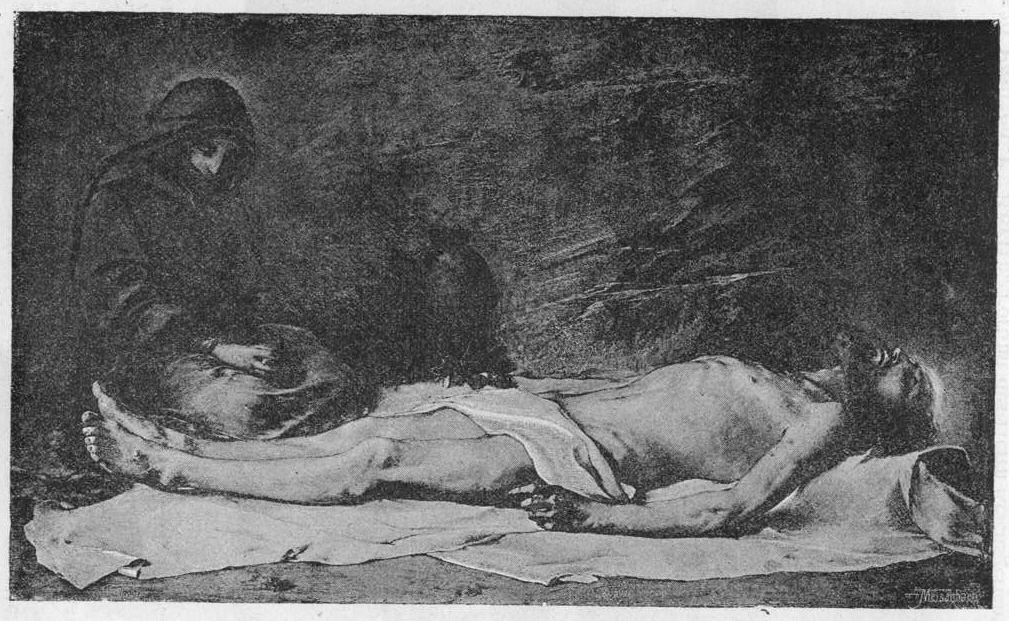
Пьета (1883)
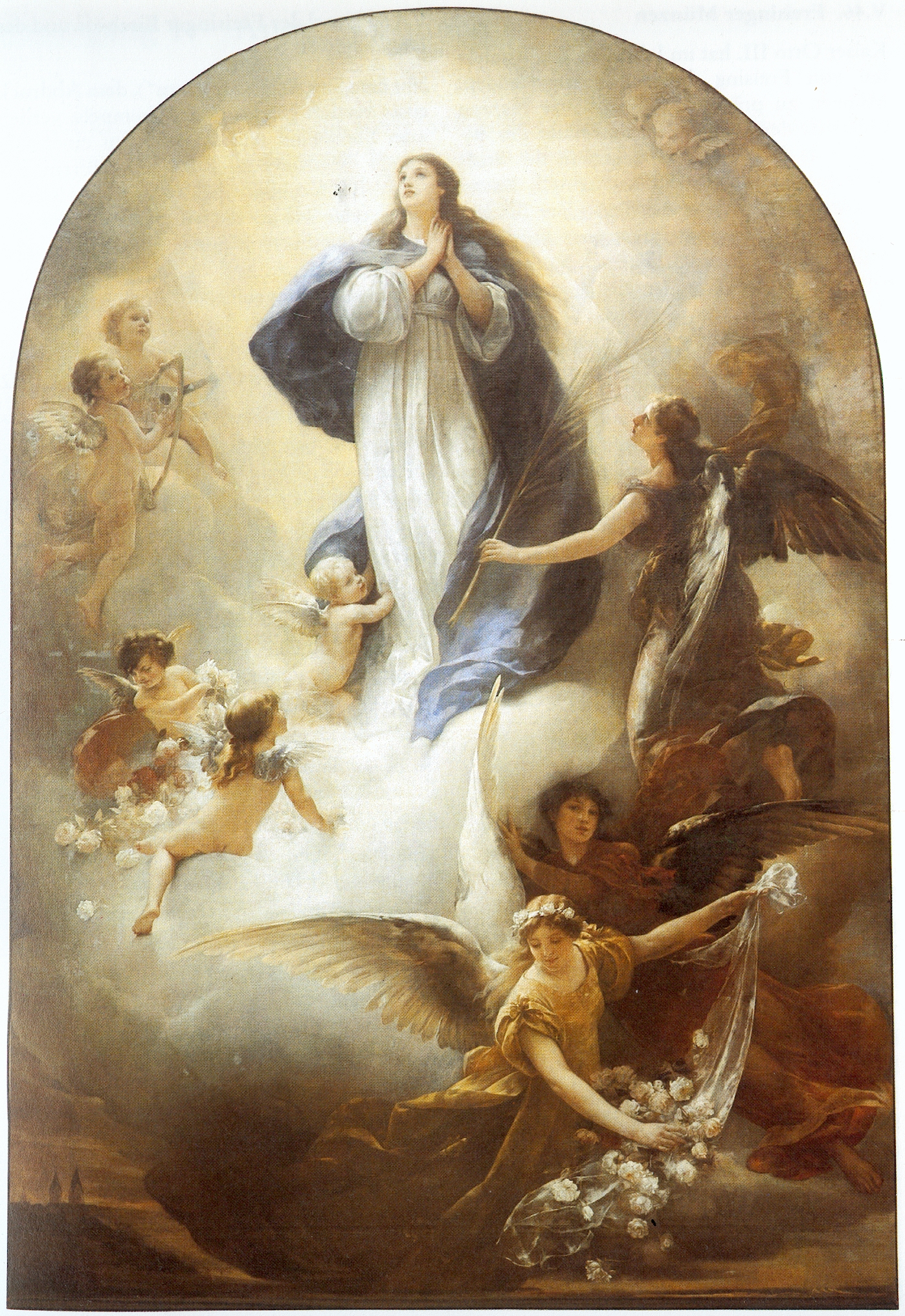
Вознесение Марии (1888)
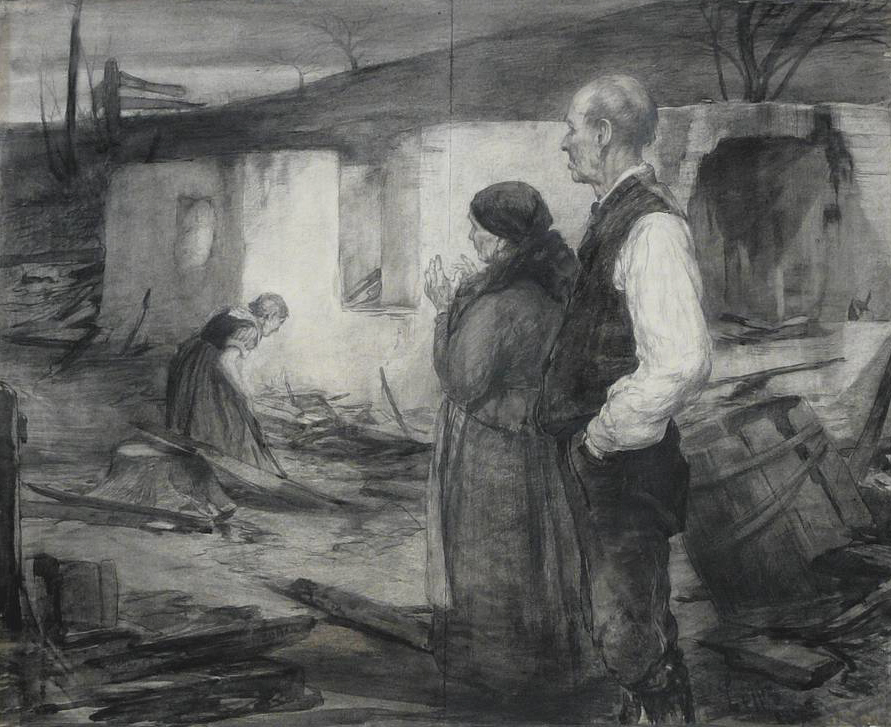
У крестьянского дома (1892)